# Sofia Martins de Souza
Sofia Martins de Souza (Porto, Portugal, 1870-Porto, Portugal, 1960) est une peintre portugaise. Elle était la sœur de Aurélia de Souza.

## Biographie
Sofia Martins de Souza naît le 23 mars 1870 au Porto, au Portugal.
Elle se spécialise dans la peinture d'enfants, de fleurs et de paysages. Elle étudie d'abord avec Costa Lima, puis avec le Marques de Oliveira à Porto, au Portugal. Elle déménage ensuite à Paris, où elle étudie à l'Académie Julian sous la direction de Jean-Paul Laurens et de Jean-Joseph Benjamin-Constant.
Elle meurt le 28 novembre 1960 à Porto.

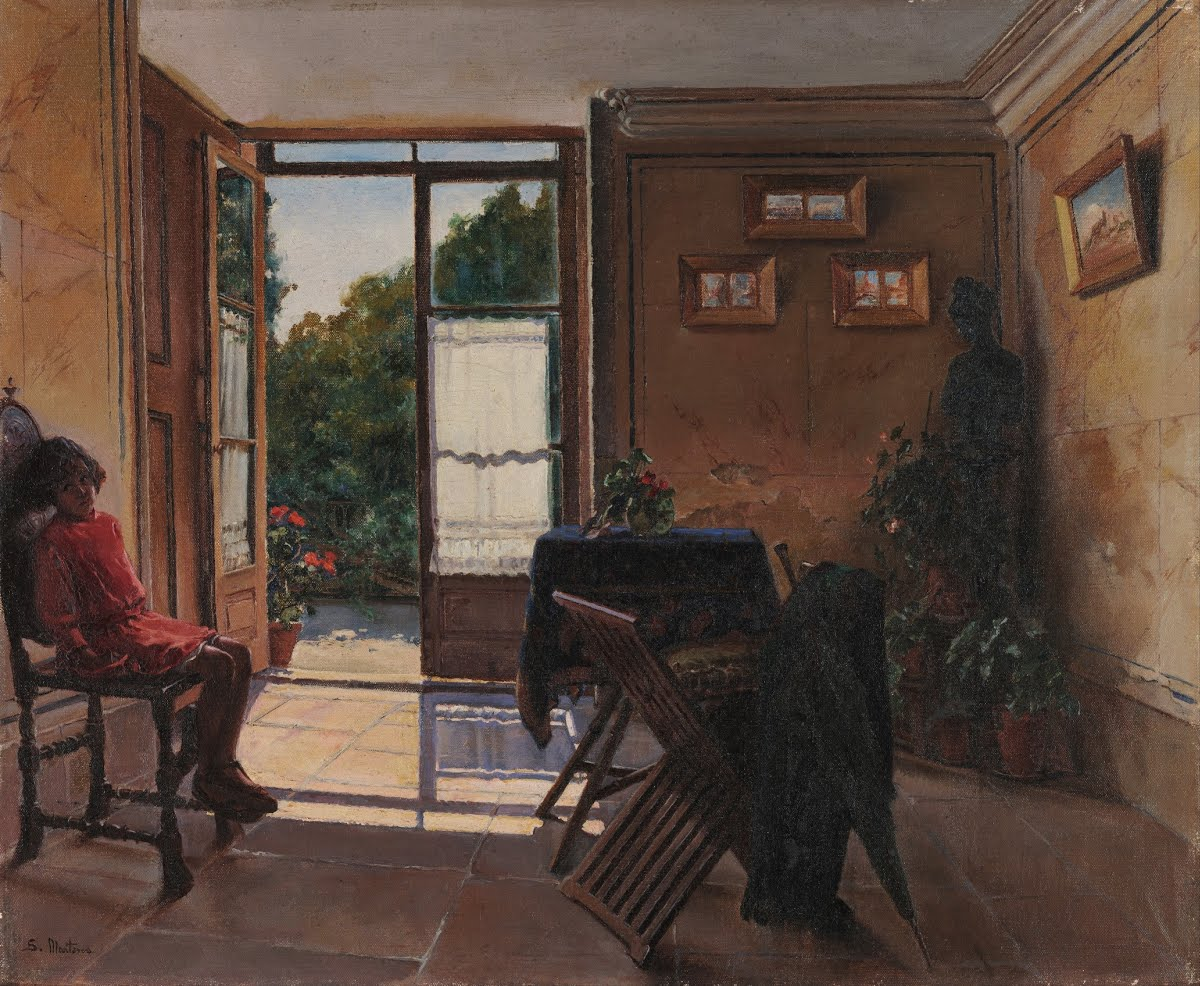
De punition
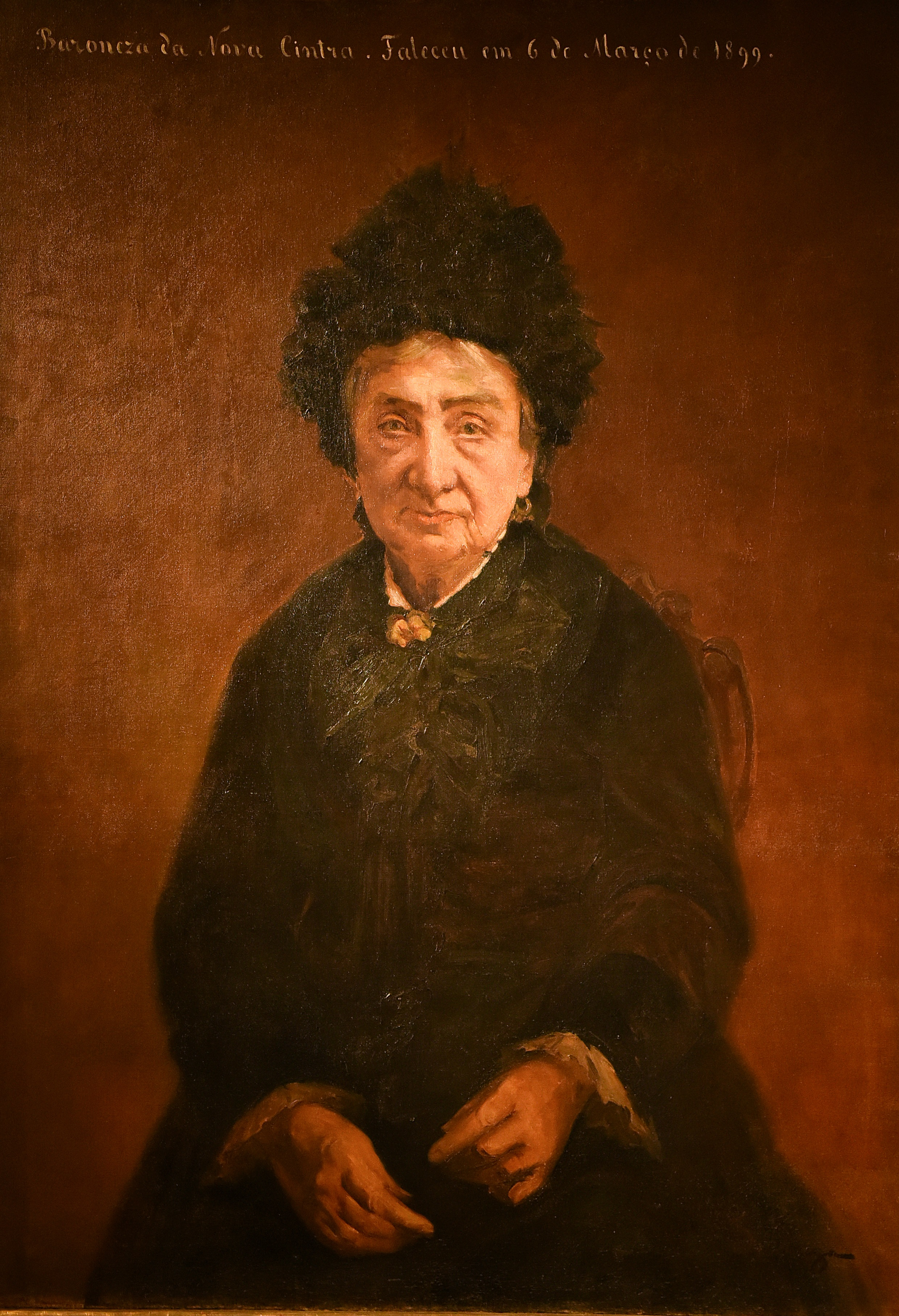
Portrait de la baronne de Nova Sintra , c. 1900
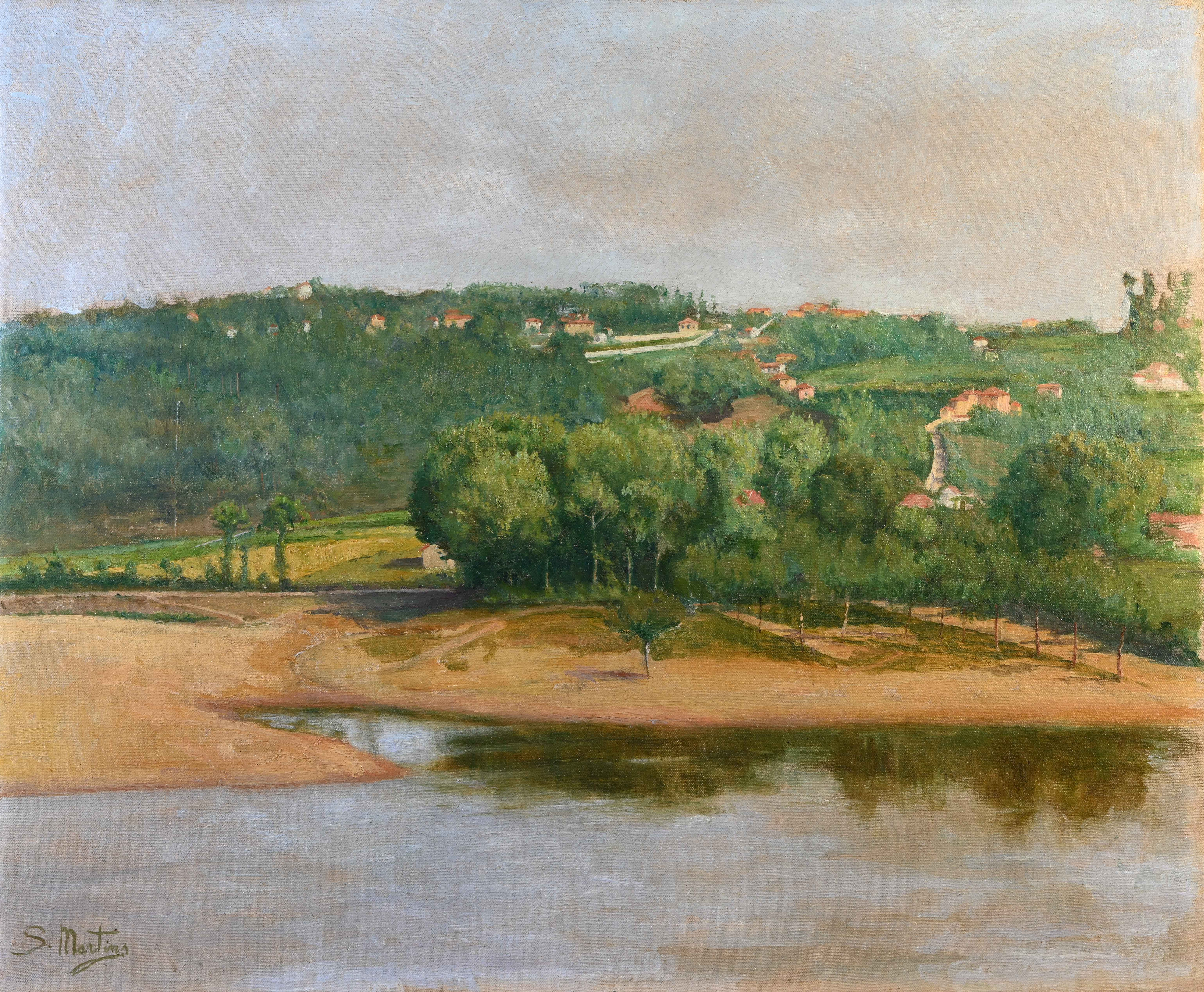
La plage de Areinho
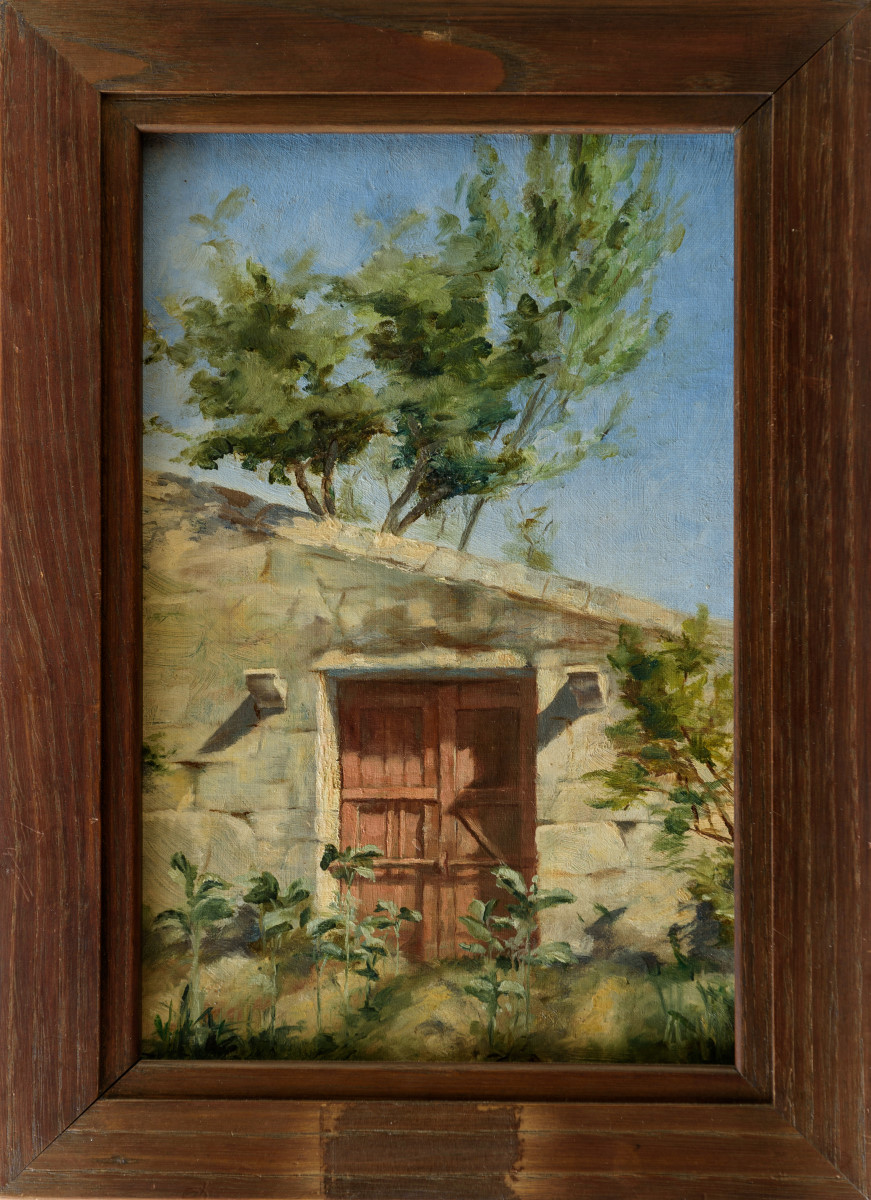
Porte de Quinta da China